# Claude Labbé
Pour les articles homonymes, voir Labbé.
Claude Labbé, né le 27 janvier 1920 à Argenteuil (Val-d'Oise) et mort le 29 novembre 1993 à Marseille, est un homme politique français.

## Biographie

### Enfance et formation
Claude Labbé est né à Argenteuil (Val-d'Oise) d'un père employé des postes, ancien combattant de la Première Guerre mondiale passé par Verdun, et d'une mère receveuse des postes, une famille de fonctionnaires de condition modeste républicains, laïcs et nationalistes. La famille Labbé est originaire d'un village auvergnat proche de Montboudif, et entretient alors de bonnes relations avec la famille Pompidou.
Labbé passe son enfance à Argenteuil puis étudie au lycée Condorcet de Paris. Il s’intéresse à la politique, mais veut devenir journaliste. Il effectue des études à la faculté de lettres de Paris, il devient ensuite inspecteur à Air France.

### Résistance
Labbé s'engage dès 1939 avant l'appel et devient élève officier à l'école des chars de Versailles. Il est intéressé par les théoriciens militaires, dont le colonel Charles de Gaulle, et est officier au 2e régiment de dragons. Après le 18 juin 1940, depuis les bords du Cher[Où ?], il prend le train en direction de Bordeaux pour continuer le combat en Afrique du Nord. Le 23 juin il projette une contre-attaque dans le Gers qui n'aura pas lieu. Par la suite, le lieutenant Labbé veut rejoindre Londres, mais son frère est fait prisonnier avant de parvenir à rejoindre la zone libre, et Claude le rejoint en région parisienne. Il participe, après avoir pris contact avec Yvon Morandat et Jacques Baumel, à l'organisation du « réseau Comète ». En 1944 il participe à la libération d'Argenteuil.

### Parcours politique

#### Débuts
Claude Labbé, adhère au Rassemblement du peuple français (RPF) en 1947 dès la fondation de ce mouvement par Charles de Gaulle et est nommé responsable RPF Seine-et-Oise. Il devient alors conseiller municipal d'Argenteuil en 1953.

#### Député
Député gaulliste élu pour la première fois en 1958, à la demande de Roger Frey il se présente[Quand ?] à la députation dans une « mission suicide » à Argenteuil-Bezons contre Mathilde Gabriel-Péri (veuve de Gabriel Péri), candidate du PCF. Il gagne cependant l’élection à la surprise générale dans cette circonscription communiste. En 1962 Pompidou et d'autres lui conseillent de changer de circonscription, il refuse et perd. Il demande alors une enquête au conseil constitutionnel.
En 1967 il retrouve son mandat de député et est élu vice-président du groupe UDR, puis président en 1973, succédant à Roger Frey. Il joue un rôle de conciliateur au sein du groupe gaulliste, notamment sous Georges Pompidou. Il participe à la préparation de la manifestation pour le général de Gaulle le 30 mai 1968 sur les Champs-Elysées.
En 1979 il devient conseiller politique de Jacques Chirac, président du Rassemblement pour la République (RPR). Il est chargé d'apaiser le conflit entre Marie-France Garaud et Pierre Juillet, proche de Chirac. Labbé renforce le poids du RPR avec une intransigeance certaine contre la gauche, mais également contre Valéry Giscard d'Estaing et Raymond Barre, alors Premier ministre.
En avril 1982 il demande la démission de François Mitterrand qu'il juge « incapable », ainsi que la dissolution de l'Assemblée nationale. Il s'inscrit contre le principe même de cohabitation, qu'il considère comme un système « aberrant [...] contraire à la définition gaulliste de l'exercice de la démocratie » . Il prend position pour le « non » au  référendum sur le traité de Maastricht.
Il siège à l'Assemblée nationale jusqu'en 1993.

### Mort
Labbé meurt le 29 novembre 1993 à soixante-treize ans,.

## Distinctions
Claude Labbé est titulaire des décorations suivantes :
- Chevalier de la Légion d'honneur le 14 juillet 1993[7]
- Croix de guerre 1939-1945
- Médaille de la Résistance française (15 juin 1946)[8]

## Détail des mandats et fonctions

### Au sein de l'UNR-UDT
- Secrétaire général adjoint

### Au niveau local
1953 - 1956 : Conseiller municipal d'Argenteuil

### À l’Assemblée nationale
- 09 décembre 1958 -  04 octobre 1962 : Député de la Première circonscription de Seine-et-Oise
- 03 avril 1967 - 30 mai 1968 : Député de la Neuvième circonscription des Hauts-de-Seine
- 11 juillet 1968 - 1er avril 1973 :  Député de la Neuvième circonscription des Hauts-de-Seine
- 02 avril 1973 - 02 avril 1978 :  Député de la Neuvième circonscription des Hauts-de-Seine
  - Président du groupe UDR
- 03 avril 1978 - 22 mai 1981 :  Député de la Neuvième circonscription des Hauts-de-Seine
  - Président du groupe RPR
- 02 juillet 1981 - 1er avril 1986 :  Député de la Neuvième circonscription des Hauts-de-Seine
  - Président du groupe RPR
- 02 avril 1986 - 14 mai 1988 : Député des Hauts-de-Seine (au scrutin proportionnel)
  - Membre de la commission de la production et des échanges
  - Vice-président de l'Assemblée nationale
- 13 juin 1988 au 1er avril 1993 : Député de la Huitième circonscription des Hauts-de-Seine
  - Membre de la commission de la production et des échanges
  - Vice-président de l'Assemblée nationale

### Au Parlement européen
- Député européen (1979-1980)